# ВЗД-1М
ВЗД-1М – радянський механічний підривач уповільненої дії.

## Устрій
Складається з корпусу, різьбової втулки, ударного механізму із уповільнювачем, кришки та запалу МД-5М.
Корпус має внутрішню різьбу на одному кінці для вкручування запалу МД-5М і на другому кінці для вкручування ударного механізму. Зі сторони запалу корпус герметизований мембраною. Втулка служить для вкручування підривника в боєприпас.
Ударний механізм складається з втулки, ударника з різаком, металоелемента, бойової пружини, чеки з кільцем. Чека, проходячи через отвір у втулці та проріз у штоці ударника, утримує його в бойовому стані. Металоелемент встановлений у проріз втулки під різаком. Для захисту різака й металоелемента призначена кришка, що накручується на втулку ударного механізму. Для герметизації підривника та його з’єднання з боєприпасом служать гумові прокладки. Кожен підривник  комплектується шістьма змінними металоелементами (№ 1, 3, 5, 6, 7, 8). У підривнику початково закладений елемент № 6. Решта п’ять металоелементів у паперовому пакеті вкладені у футляр разом з підривником.
Після висмикування чеки підривника ВЗД-1М різак під дією бойової пружини перерізає металоелемент. Після перерізання ударник звільняється й наколює запал МД-5М, який вибухає і викликає вибух додаткового і основного заряду боєприпасу.
У свій час підривник ВЗД-1М був розроблений для середньої прилипаючої міни СПМ, проте може застосовуватися з будь-яким боєприпасом, який має різьбову втулку під запал МД-5М.